# عبد الرحيم المرباطي
عبد الرحيم المرباطي بحريني تم احتجازه خارج نطاق القضاء في السعودية منذ 16 يونيو 2003. ذكرت جريدة غلف ديلي نيوز في 7 يوليو 2008 أن المرباطي مسجون في سجن الحائر جنوب العاصمة السعودية الرياض. سمح لابنه أسامة بزيارات منتظمة له حتى وقت قريب عندما قيل له والده قد تم نقله. حجبت السلطات السعودية موقع المرباطي الحالي.
عبد الرحيم المرباطي هو شقيق معتقل غوانتانامو عيسى المرباطي.
في 10 أغسطس 2005 دعا النائب محمد خالد إبراهيم متبني قضايا المعتقلين البحرينيين في الخارج لمطالبة الحكومة البحرينية السلطات السعودية بالإفراج عن المرباطي الذي اعتقل في 16 يونيو 2003. أشار النائب أن المرباطي لم توجه له أية تهم حتى الآن وأن من أفرج عنهم من قبل العاهل السعودي أثبتت الأدلة تورطهم في محاولة اغتياله عندما كان وليا للعهد. وناشد محمد المرباطي شقيق عبد الرحيم الأكبر السلطات الأمنية السعودية بحماية عائلة أخيه الموجودة الآن في المدينة المنورة بعد أن تعرضت للاقتحامات المتكررة والسرقة.
في 21 سبتمبر 2008 دعت جمعية البحرين لمراقبة حقوق الإنسان إلى الإفراج عن المرباطي وخليل جناحي. ذكرت جريدة غلف ديلي نيوز أن الرجلين قد نقل مؤخرا إلى سجن في الدمام شرق السعودية الأقرب إلى البحرين.
في 2 أغسطس 2010 أفادت صحيفة نيوز بليز عن انتشار شريط فيديو يظهر الشرطة البحرينية تضرب مواطن سعودي. تكهنت نيوز بليز أن المسؤولين السعوديين لم يشتكوا من الحادث لأن السعودية لم تكن ترغب في شرح احتجازها للمرباطي وخليل جناحي وعبد الله النعيمي. لاحظ الصحيفة أن عائلة المرباطي لم يسمح لها برؤيته.